# رونیو
رونئو (به ایتالیایی: Rogno) یک کومونه در ایتالیا است که در استان برگامو واقع شده‌است.

## خصوصیات
رونئو ۱۵٫۶ کیلومترمربع مساحت و ۳٬۸۲۷ نفر جمعیت دارد و ۲۱۵ متر بالاتر از سطح دریا واقع شده‌است.

## خواهرخوانده
شهر کلاوسانا خواهرخواندهٔ رونئو هست.